# أماندا أداي
اماندا عداي (بالإنجليزية: Amanda Aday)‏ مواليد 21 يناير 1981 في نيويورك، نيويورك، الولايات المتحدة، هي ممثلة أمريكية بدأت مسيرتها الفنية عام 1995.

## الأعمال

### أفلام
- بوسطن العامة
- إي آر
- اسمي إيرل

## روابط خارجية
- أماندا أداي على موقع IMDb (الإنجليزية)
- أماندا أداي على موقع ميوزك برينز (الإنجليزية)
- أماندا أداي على موقع قاعدة بيانات الفيلم (الإنجليزية)